# Louis Gabriel Michaud
Louis Gabriel Michaud (Villette-sur-Ain, 19 gennaio 1773 – Neuilly-sur-Seine, 8 marzo 1858) è stato uno scrittore e storico francese. Noto come editore della Biographie Universelle.

## Biografia
Divenne tenente il 15 luglio 1791 e si unì al reggimento Zweibrücken. Nel 1792 partecipò alla battaglia di Valmy e alla battaglia di Jemappes. Raggiunto il grado di capitano nel 102º reggimento, lasciò l'esercito per motivi di salute.
Nel 1797, con il fratello Joseph François Michaud e N. Giguet (morto nel 1810), fondò una tipografia (dapprima clandestina), specializzata in libri sulla religione e sulla monarchia. Fu imprigionato per diversi mesi insieme al fratello e a N. Giguet nel 1799 per aver stampato letteratura antibonapartista. Ottenne il suo primo incarico dall'abate Jacques Delille, allora rifugiato a Londra, che gli affidò la stampa dei suoi libri.
Nel 1811 pubblicò la prima edizione della Biographie Universelle in 85 volumi.